# Littérature bretonne
Ne doit pas être confondu avec Littérature en breton.
 (août 2021).
Si vous disposez d'ouvrages ou d'articles de référence ou si vous connaissez des sites web de qualité traitant du thème abordé ici, merci de compléter l'article en donnant les références utiles à sa vérifiabilité et en les liant à la section « Notes et références ».
La littérature bretonne est la littérature produite en Bretagne ou écrite par des Bretons, quelle que soit la langue dans laquelle elle est écrite. Cependant il s'agit généralement de littérature écrite en breton, en français ou en gallo. Par le passé il y a également eu une littérature de langue latine.

## Les débuts:VIesiècle
La littérature produite au VIe siècle par les Bretons de l'île de Bretagne est précurseur de la littérature des Bretons continentaux.
En tant que tel, les œuvres en breton des poètes Aneirin, Taliesin, Llywarch Hen, poètes du VIe siècle du Nord de l'île, sont devenues partie intégrante de la littérature bretonne bretonnante.
De la littérature produite au VIe siècle par les Bretons armoricains ne sont parvenus que des textes en latin : De excidio et conquestu Britanniae de Gildas (ou saint Gildas, VIe siècle). En plus, les manuscrits de Historia Brittonum compilées par Nennius au début du IXe siècle contiennent des fragments de textes datant du VIe siècle.

## DuVIIesiècleauXIesiècle
La période du VIIe siècle au XIe siècle correspond à la période dite du vieux breton.
La littérature bretonne de Bretagne armoricaine est surtout, dans cette période, une littérature de langue latine comportant des vies (ou Uitae) de saints bretons (venus pour la plupart d'outre Manche) rédigées dans les monastères armoricains. Ainsi la Vita Sancti Winwaloei (vers 860) et la Vita de Saint Pol (884).
La plupart des termes vieux bretons connus de nos jours viennent de gloses rédigées dans des manuscrits latins des VIIIe siècle et IXe siècle.
Le plus ancien manuscrit qui contient des mots en langue bretonne est le manuscrit de Leyde (fin du VIIIe siècle), conservé à l'université de Leyde aux Pays-Bas et plus ancien d'au moins un siècle que le plus vieux manuscrit en langue française. Généralement considéré par les spécialistes comme le plus ancien texte en langue brittonique continentale, il a été étudié notamment par Léon Fleuriot. Il s'agit d'un fragment de recette médicinales, ce qui permet de supposer que le breton était utilisé par les classes érudites de l'époque.
Au cours de la période dite du vieux breton, une importante tradition orale a dû se développer. Il semble que les manuscrits de cette période ont disparu à cause des invasions normandes, au Xe siècle. Pourtant, il subsiste des traces de la littérature du vieux breton et cette littérature a inspiré vers 1100 - 1200 de nombreuses œuvres écrits en d'autres langues :
- en latin : l' Historia regum Britanniae de Geoffroy de Monmouth (1135) ;
- dans les œuvres européennes, écrites en vieux dialectes français, anglais ou allemand, de Wace, Marie de France, Chrétien de Troyes, Gottfried von Straßburg, concernant les légendes de Tristan et Iseut ou le cycle arthurien,

Au XIe siècle, Étienne de Fougères, évêque de Rennes, a écrit en latin des vies de saints et en français un Livre des Manières.

## DuXIIesiècleauXVIIesiècle
La période du XIIe siècle au XVIIe siècle correspond à la période dite du moyen breton. Après le passage des Normands, la nouvelle élite n'est plus bretonnante. Ainsi, bien avant l'unification de la Bretagne avec la France, le français devient la langue administrative en Bretagne, et jusqu'au XVe siècle peu de manuscrits en breton sont connus, sauf le Dialogue entre Arthur, Roi des Bretons Et Guinglaff. Pourtant la littérature orale en breton subsiste, dans divers dialectes. D'ailleurs, durant cette période, la Bretagne ne produit pas non plus d'auteurs renommés en français.
L'un des premiers textes de cette période est le Roman d'Aiquin, composé au début du XIIIe siècle par un auteur inconnu. Il s'agit de la seule chanson de geste écrite en Bretagne, conservée grâce à une copie du XVe siècle.
Vers la fin du XVe siècle une génération d'historiens (chroniqueurs) écrit sur la Bretagne : Guillaume Gruel (Chronique d'Arthur de Richemont), Jean de Saint-Pol (Chronique de Bretagne), Pierre Le Baud (Histoire de Bretagne)
et Alain Bouchart (Les grandes chroniques de Bretagne).
La publication imprimée, en 1499 d'un dictionnaire trilingue (breton, français et latin), le Catholicon, premier dictionnaire breton, ouvre la voie à la traduction, au XVIe siècle, de mystères français en breton. Inversion de l'histoire : trois siècles plus tard, ces mystères en breton seront faussement interprétés par Hersart de La Villemarqué comme les prototypes des mystères français.

## AuXIXesiècle
On compte à cette époque en Bretagne plusieurs grands écrivains de langue française.
- François-René de Chateaubriand (1768-1848). Bien qu’ayant passé la majeure partie de sa vie hors de Bretagne, son œuvre en est souvent imprégnée : vieux arbres, landes, bruyères et fougères, océan redoutable, etc. Il initie l’image même de la Bretagne romantique.
- Émile Souvestre (1806-1854) reste connu pour ses œuvres liées à la Bretagne et à la chouannerie, toujours éditées aujourd'hui (Les Derniers Bretons (1836), Le Foyer breton (1844).
- Félicité de La Mennais (1782-1854) : Essai sur l'indifférence en matière de religion, Paroles d'un croyant, etc.
- Julien Pélage Auguste Brizeux, né le 12 septembre 1803 à Lorient (Morbihan) et mort le 3 mai 1858 à Montpellier (Hérault), est un poète romantique breton.
- Théodore Hersart de La Villemarqué, né le 6 juillet 1815 et mort le 8 décembre 1895 à Quimperlé, poète et philologue spécialiste de la culture bretonne et auteur du Barzaz Breiz, recueil de chants populaires bretons, une œuvre qui marqua son époque.
- Paul Féval (1816-1887), romancier originaire de Rennes très populaire au XIXe qui écrivit de nombreux romans, contes et pièces de théâtre d'inspiration bretonne, où se cristallisent à la fois sa foi catholique, ses aspirations légitimistes et son nationalisme breton.
- François-Marie Luzel (1821-1895), folkloriste de la Basse-Bretagne et poète en langue bretonne.
- Ernest Renan (1823-1892) : Histoire des origines du christianisme, Vie de Jésus, L’âme bretonne, Souvenirs d’enfance et de jeunesse, etc.
- Paul Sébillot (1843-1918), ethnologue, folkloriste de la Haute-Bretagne et de l'Auvergne, écrivain et peintre, créateur de la Société des traditions populaires.
- Tristan Corbière (1845-1875). Dans son unique recueil poétique, Les Amours jaunes (1973), il métisse la langue française par des emprunts à la langue bretonne, des bretonismes ou par des calques syntaxiques tirés de celle-ci.
- Saint-Pol-Roux (1861-1940). Né à Marseille, il s'installe à Camaret en 1898, et devient le chantre de la vie locale.

C'est la période que les philologues mettent la littérature orale de la Bretagne en écrit; notamment Souvestre, La Villemarqué, Luzel et Sébillot.
À cheval sur la XIXe siècle et la XXe siècle plusieurs auteurs ont laissé des œuvres bretonnes fortement régionalistes et inspirées par la littérature orale.
- Anatole Le Braz (1859-1926), collaborateur de Luzel et folkloriste, écrivain de langues française et bretonne, dont La Légende de la mort en Basse-Bretagne (1893).
- Charles Le Goffic (1863-1932), romancier et poète, vice-président de l'Union régionaliste bretonne, dont le roman Le Crucifié de Keraliès (1892) et les quatre tomes d'articles de L’Âme bretonne (1902-1924).

## AuXXesiècle
Après la première guerre mondiale, une nouvelle génération d'auteurs bretons se sont engagés dans un courant nationaliste.
- Auguste Dupouy (1872-1967) de la géneration regionaliste de Le Braz et le Goffic, par sa longévité devenu contemporain de cette nouvelle génération, s'oppose encore au courant nationaliste.
- Camille Le Mercier d'Erm (1888-1978), créateur du Parti nationaliste breton : Les bardes et poètes nationaux de ma Bretagne armoricaine, La question bretonne, le nationalisme et l'action française, La Bretagne vue par les écrivains et les artistes, etc.
- Roparz Hemon (1900-1970) : Ur Breizhad oc'h adkavout Breizh, An Aotrou Bimbochet e Breiz, Gaovan hag an den gwer, etc.
- Youenn Drezen (Yves Le Drézen de son nom français) (1899-1972) : An Dour en-dro d'an Inizi, Itron Varia Garmez, Skol Louarn Veig Trebern (L'École buissonnière du petit Hervé Trebern), etc.
- Louis Guilloux(1899-1980) se situe à l'écart du nationalisme et du régionalisme. La première guerre mondiale a laissé sur lui une forte influence. Il situe l'action de ses romans Le Sang noir (1935), Le Pain des rêves (1942), et Le Jeu de patience (1949) dans sa ville de Saint-Brieuc, mais sans jamais en citer le nom. Son inspiration dépasse son appartenance bretonne.
- Henri Queffélec (1910)-(1992) a écrit un grand nombre de romans inspirés par sa Bretagne natale et par la mer. Le plus célèbre reste Un recteur de l'Île de Sein (1945).

La seconde partie du XXe siècle est davantage marquée par la montée des régionalismes.
- Pierre-Jakez Hélias (1914-1995) réalise un retour au régionalisme avec Le Cheval d’orgueil (1975) qui raconte la jeunesse de l’auteur en pays bigouden ; l'approche passéiste de ce livre est vivement critiquée par le poète Xavier Grall (1930-1981) dans son livre-pamphlet Le Cheval couché (1977).
- Paol Keineg (né en 1944). Autonomiste, longtemps membre de l'Union démocratique bretonne, dont il fut un des fondateurs, il exprime dans  ses recueils Le poème du pays du pays qui a faim (1967), Hommes liges des talus en transes (1969), Chroniques et croquis des villages verrouillés (1971) et dans sa pièce Le Printemps des bonnets rouges une révolte viscérale contre la dépossession linguistique et l'oppression politico-économique dont sont, selon lui, victimes les Bretons.